# Julius Langbehn
Julius Langbehn, född 26 mars 1851, död 30 april 1907, var en tysk privatforskare och författare.
Langbehn utgav 1890 anonymt boken Rembrandt als Erzieher, som redan året därpå sålt i ett 30-tal upplagor. I reaktion mot modern upplysning yrkade Langbehn här på mera gemyt, mystik och innerlighet. Från de ytligare, av förståndet belysta, skikten i människan ville han stiga ned i de dunkla djupen, där känsla, aning och intuition råder, och låta människan finna kontakt med "jordanden". Langbehn menade sig ha påträffat denna känsla i Tyskland, främst i landet mellan Rhen och Elbe, medan den saknades i Preussen. Särskilt allmogekulturen levde i kontakt med "jordanden". Rembrandt målade enligt Langbehn plattyskt och lät denne bli en symbol för sina tankar. En ton av konservatism och romersk katolicism påverkar boken, kombinerade med en längtan tillbaka till medeltiden. Verket räknas som ett av de mer betydande inom Heimatkunst.
Langbehn kom att få betydelse även för svenska författare, bland andra Ola Hansson.